# Караигыр
Караигыр (каз. Қараайғыр) — озеро в Узункольском районе Костанайской области Казахстана. Находится в 1 км к востоку от посёлка Ряжский.
По данным топографической съёмки 1944 года, площадь поверхности озера составляет 6,08 км². Наибольшая длина озера — 4 км, наибольшая ширина — 2,6 км. Длина береговой линии составляет 11,8 км, развитие береговой линии — 1,34. Озеро расположено на высоте 162,3 м над уровнем моря.